# G Lupi
g Lupi (HD 139664 / HR 5825 / GJ 594) es una estrella de la constelación de Lupus, el lobo. De magnitud aparente +4,62, se encuentra a 57 años luz de distancia del sistema solar. Es miembro de la asociación estelar Hercules-Lyra.
g Lupi es una estrella blanco-amarilla de la secuencia principal de tipo espectral F4V, aunque también fue catalogada como posible subgigante de tipo F5IV-V.
Con una temperatura efectiva de 6880 K, es 3,7 veces más luminosa que el Sol.
Su radio es un 40 % más grande que el radio solar y rota a una velocidad igual o superior a 71,6 km/s.
Muestra una metalicidad —abundancia relativa de elementos más pesados que el helio— más baja que la solar en casi un 25 % ([Fe/H] = -0,11).
Más masiva que el Sol —su masa más probable está en el rango de 1,25 - 1,34 masas solares—, tiene una edad estimada de solo 300 millones de años, notablemente inferior a la del Sol, cuya edad es de unos 4600 millones de años.
Un estudio sobre 22 estrellas cercanas realizado por el telescopio espacial Hubble de la NASA ha revelado la presencia de un disco circunestelar alrededor de g Lupi, similar al cinturón de Kuiper que rodea al sistema solar, que a una distancia de 109 UA de la estrella termina bruscamente. El disco aparece casi de perfil, con un borde exterior bien definido que puede evidenciar la existencia de un compañero invisible que mantiene «acotados» a los escombros de polvo y hielo, de forma similar a las lunas pastoras que recortan los bordes de los anillos alrededor de Saturno y Urano.